# 瀬戸市美術館
瀬戸市美術館（せとしびじゅつかん）は、愛知県瀬戸市にある市立美術館である。瀬戸市の文化施設である瀬戸市文化センター内に所在する。

## 施設概要
1982年（昭和57年）10月1日にオープンした美術館で、2013年（平成25年）2月26日に博物館法に規定する博物館相当施設に指定された。
館内には常設展示室と企画展示室が3室あり、常設展示室では陶芸を中心に展示、企画展示室1では年6回の企画展示が行われる。また、企画展示室2、3の企画展が行われていない時期には北川民次や藤井達吉作品が常設展示されている。
作品は陶芸、絵画、彫刻など地元作家の作品を約1000点収蔵している。

## 主な収蔵作家
- 加藤唐九郎
- 加藤土師萌
- 藤井達吉
- 北川民次
- 長江録弥
- 加藤昭男

## 交通アクセス
- 名鉄瀬戸線「尾張瀬戸駅」から徒歩で約13分。[4]
- 東名高速道路「名古屋IC」または「長久手IC」から車で約30分[4]。
- 東海環状自動車道「せと赤津IC」から車で約10分[4]。